# Huj-jüan
Huj-jüan (Huiyuan) (kínai: 慧遠, vagy Fi-Jon (Fi-Yon) - (334–416) kínai buddhista tanító volt, aki a Lusan-hegyen lévő Tunglin templomot alapította, és híres szerzeménye a Miért nem borulnak le a király előtt a szerzetesek című mű volt. Sanhszi tartományban született 334-ben és Hopej tartományban hunyt el 416-ban. Északról származott, ám délre vándorolt és a Csin-dinasztia területén élt. Halála után nevezték ki a Tiszta Föld buddhizmus első pátriárkájává. A tanítványai közé tartozott Huj-kuan (Huiguan) (慧觀), Szeng-csi (Sengji) (僧濟) és Fa-an (Faan) (法安).

## Élete
Huj-jüan (Huiyuan) fiatalon elkezdte tanulni Csuang Csou (Zhuang Zhou), Lao-ce (Laozi) és Konfuciusz filozófiáit tanulni. Azonban 21 éves korában Hopej (Hebei) tartományban egy Tao An (Dao An) nevű, Kucsa királyságból származó buddhista szerzetessel áttért a buddhizmusra. Hátrahagyta a világi életet és beállt szerzetesnek. Később a lusan-hegyi Tunglin templom (Keleti Erdő templom) vezetője lett. Tanította vinaját, buddhista meditációt, abhidharmát és bölcseletet (pradzsnyá). Annak ellenére, hogy Huj Jüan (Huiyuan) semmilyen erőfeszítést nem tett a világi emberekkel történő kapcsolatteremtésre, sok megkeresése volt a nemesi és királyi családokból. Két alkalommal is meghívást kapott Huan Hszüan (Huan Xuan) diktátortól, hogy megvitassák az egyház státuszát, és mindkétszer sikeresen kivívta egyháza függetlenségét. Sokan látogattak el hozzá később a világiak közül is a Lu-hegyhez, hogy részt vehessenek az általuk vezetett vallásos életformában. Huj-jüan (Huiyuan) kapcsolatban állt a kor egy másik híres buddhista tudósával, Kumáradzsívával.
402-ben szervezett egy szerzetesekből és világi emberekből álló csoportot, amely a mahájána irányzatot képviselte. Ez az új ág kapta később a Tiszta Föld buddhizmus elnevezést, amelyben a „Tiszta Föld” Amitábha Buddha birodalma (lásd még: Buddhák listája).
404-ben Huj-jüan (Huiyuan) értekezést írt Miért nem borulnak le a király előtt a szerzetesek (沙門不敬王者論) címmel. Az a könyv szimbolizálta az erőfeszítéseit, hogy a buddhista egyház független maradhasson az uralkodók udvarától. Ugyanakkor, vallási és politikai szöveg is volt egyben, amelyben igyekezett meggyőzni az uralkodókat és a konfuciánus minisztereket, hogy a buddhizmus nem romboló hatású. Úgy érvelt, hogy a buddhisták jó alattvalók, ugyanis félnek a karma okozta büntetéstől és bíznak a jobb újjászületésben. Huj-jüan (Huiyuan) elmagyarázta, hogy annak ellenére, hogy azok a buddhisták, akik elhagyják családjaikat, mindenekelőtt szolgálják a szüleiket és engedelmeskednek az uraiknak.

## Galéria

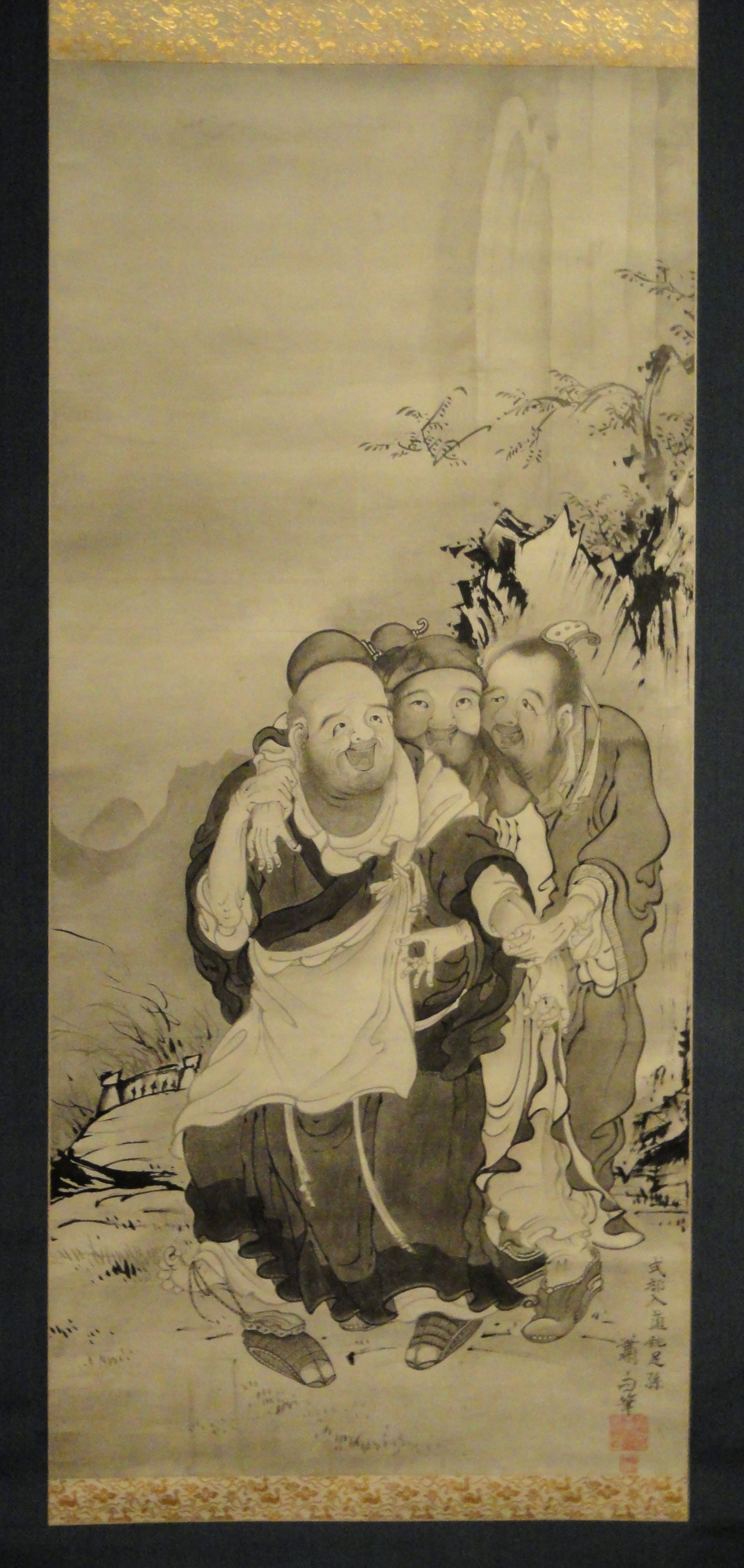
"A Tigris-szakadék három nevető alakja" – Huj-jüan (Huiyuan), Tao Jüan-ming (Tao Yuanming), és Lu Hsziu-csing (Lu Xiujing) – Soga Shōhaku (1730-1781).
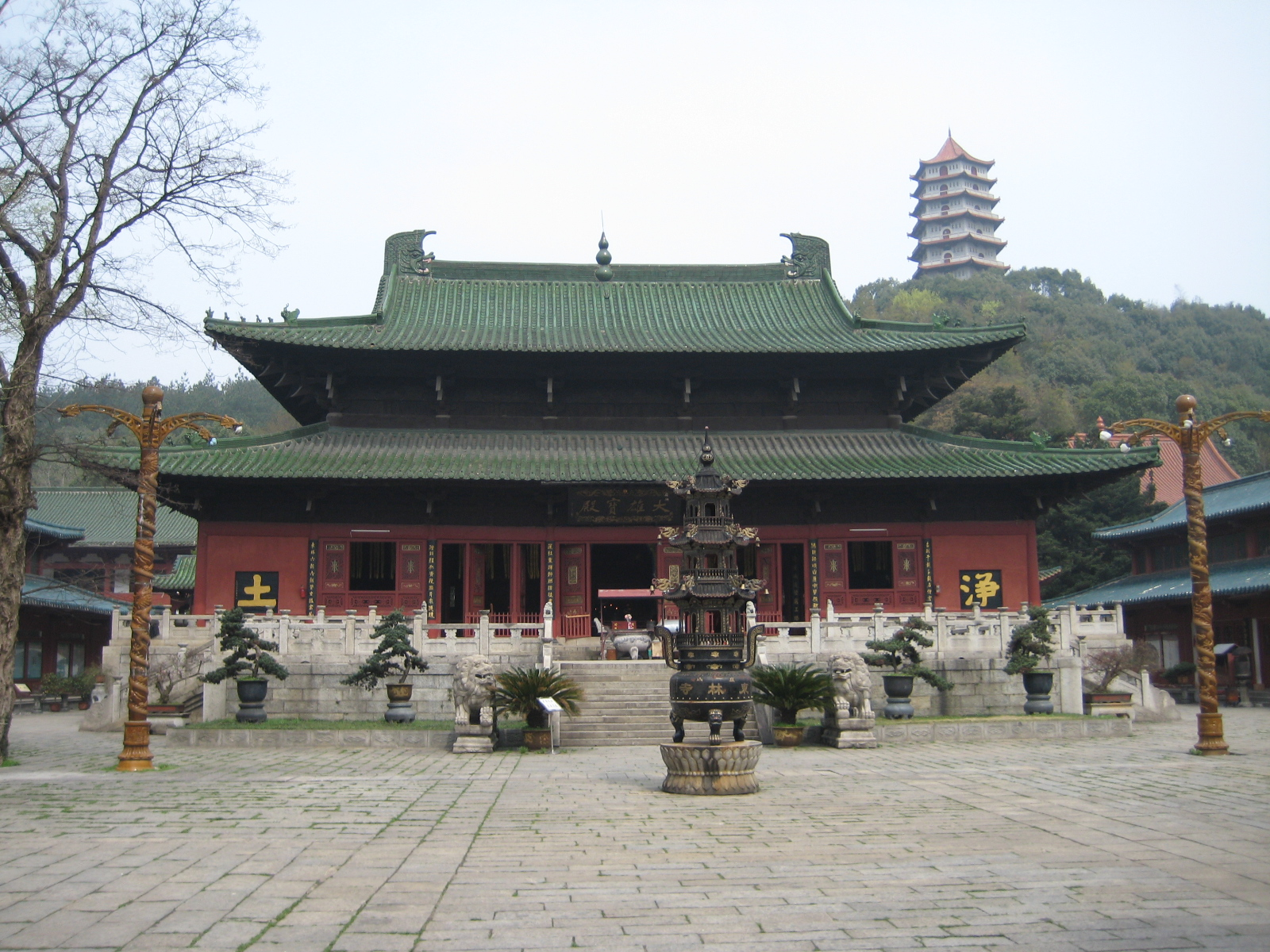
A Tunglin templom a Lusan-hegyen